# Chevrolet Nomad
O Chevrolet Nomad foi um carro de modelo station wagon produzido pela Chevrolet, divisão da General Motors. O Nomad possuiu três modelos, construídos em três períodos diferentes: 1955 a 1957, 1958 a 1961 e 1964 a 1972, sendo o primeiro modelo o mais lembrado. O Nomad de duas portas diferencia dos outros veículos de uso misto da época por ter um estilo único que lembra mais um sedã hardtop do que a de uma station wagon padrão. Chevrolet compartilhou do mesmo corpo com sua irmã Pontiac, que comercializava sua versão como o Pontiac Safari.
O design exclusivo do Nomad tinha suas raízes em um carro show de mesmo nome, que foi baseado no Corvette General Motors Motorama. O conceito foi introduzido no Motorama GM em 1954 como um dos "carros de sonho" Cabeça Stylist Harley Earl.